# Tama (geslacht)
Tama is een monotypisch geslacht van spinnen uit de  familie van de Hersiliidae.

## Soort
- Tama edwardsi Lucas, 1846